# Nuestra Señora de la Consolación de Sumampa
La Virgen de Consolación de Sumampa o Nuestra Señora de la Consolación de Sumampa (Se llama Virgen de Consolación a la imagen que representa a la madre de Dios en la tradición cristiana, y que alude a ésta como defensora del Apocalipsis como libro fundamental para el consuelo de los cristianos); es una de las advocaciones con la que se venera la figura de la Virgen María en el catolicismo. Se la considera patrona del Pueblo de la Provincia de Santiago del Estero, desde 1983 patrona de los transportistas (por haber recorrido un largo camino desde Brasil hasta Sumampa en diferentes medios de transporte, barco, carreta, lomo de mula, etc.); patrona de la cultura de Santiago del Estero desde 1995; patrona de los estancieros (un estanciero la trajo del Brasil junto a la que sería luego Nuestra Señora de Luján), de la lluvia, madre de los humildes y desamparados, y patrona de las escuelas y la policía provinciales. También es guardiana del honor y la dignidad argentinas.
Su santuario se erige en un pequeño valle, rodeado de serranías bajas, a 4 km del pueblo de Sumampa, perteneciente al Departamento Quebrachos, distante 238 km de la Ciudad de Santiago del Estero, capital de la provincia homónima.

## La imagen
La imagen original es pequeña y sencilla, de no más de 20 cm de altura, realizada en arcilla cocida; está sentada sobre una banqueta rudimentaria, que a su vez se asienta en un montículo de piedra agregado posterior. La cara es bonita, muy amplia la frente; la nariz recta, la boca delicada, bien trazada la línea del mentón. Los siglos le han impreso un tinte pálido, medio amarillento, como de marfil viejo. El artista o más bien el simple devoto aficionado, han logrado sin pensarlo tal vez, un acierto feliz en un detalle fácil, en los ojos le ha bastado una pincelada tenue, una oblea diminuta y una curva para conseguir una expresión. Su mirada es serena firme sin dureza, transparente y diáfana como un cristal. La toca blanca de La Virgen de Sumampa cubre su cabeza ligeramente inclinada hacia su derecha, manteleta o pañuelo grande que cae hasta poco más abajo de los hombros.
La túnica en la imagen de Sumampa es roja de un rojo oscuro, semejante acaso a la de las vírgenes de Judá, que en los días festivos debía ser de púrpura de Tiro. Un ceñidor dorado que se anidaba a la cintura. El manto es azul oscuro asimismo, da una amplia vuelta sobre las rodillas en forma de cubrir todo lo rojo y aparece sembrado con unas hojas sueltas, color oro viejo, que se juntan en grupo de a tres, como se quisieran imitar la flor de lis.
Sobre las rodillas de la Señora duerme un niño Jesús, de pocos meses de edad, los finos labios de la madre parecen haberse pegado con la última estrofa de un dulce arrorro en el preciso instante tras vago cabecear, dejando caer el bracito izquierdo hacia adelante. Para recostar a su hijo María ha tendido un pañal, detalle este que por sí solo sugiere un largo capítulo de vigilias, de preocupaciones y de ternuras domésticas.

## Reseña
La mayoría de los historiadores sostienen que la imagen de Nuestra Señora llegó a Sumampa hacia fines de junio del año 1630. La Santa Imagen debió ser depositada y venerada en la casa de Don Antonio Farías de Saá ubicada en Sumampa Viejo; pero tan pronto fue posible, y terminadas las obras de la pequeña capilla o ermita, se llevó allí la imagen en una ceremonia extraordinaria de fervor y concurrencia. El traslado tuvo lugar en los últimos días del mes de noviembre de ese mismo año de su llegada. Al acto del traslado no faltaría sin duda el primer cura párroco de la región Don Juan de San Miguel y Arévalo, quien al poco tiempo fijaría su sede parroquial en este paraje, junto a la Capilla de Nuestra Señora, por creerlo el sitio más conveniente como centro de su misión de culto y fe.
Muy pronto también la santa imagen fue venerada con el título de Nuestra Señora de la Consolación, bien por una tradición o devoción familiar, bien por empeño o decisión diocesana; ciertamente la Virgen con su llegada había traído a estas tierras consuelo, gozo y paz.
Seguramente data de esos primeros comienzos del culto, y recordando la entronización de la Santa imagen en la ermita, la celebración de las fiestas patronales en el mes de noviembre.
La novena patronal comienza el día 11 de noviembre y concluye el día 19; los días 20, 21 y 22 se realiza un triduo solemne preparatorio y el día de la fiesta patronal en honor a nuestra Señora de la Consolación de Sumampa es el 23 de noviembre.

## Coronación Canónica
El 21 de noviembre de 2009 se realizó la coronación pontificia de la imagen de Nuestra Señora de la Consolación de Sumampa, en la provincia de Santiago del Estero, Argentina. El encuentro ocurrió en el santuario Histórico Nacional, localizado a cinco kilómetros de la ciudad de Sumampa.
La eucaristía fue presidida por el nuncio apostólico en el país en aquel momento, Mons. Adriano Bernardini, y concelebrada por el obispo de Santiago del Estero, Mons. Francisco Polti y el obispo auxiliar, Mons. Ariel Torrado Mosconi.
Después de la bendición de las dos coronas, que fueron hechas con material donado por la comunidad sumampeña, fue coronado el hijo y, en seguida, a la Virgen ante una multitud que saludó con paños y banderas erguidas aquel momento histórico.
Una vez coronadas las dos imágenes, los devotos cantaron una serenata en homenaje a la Virgen y marcharon, iluminando el camino con antorchas y lanzando pétalos de rosa hasta llegar a un altar donde la imagen permaneció hasta ayer, fecha de la fiesta de la patrona y de la procesión.
La corona colocada a la Virgen fue bendecida por el Papa Benedicto XVI, en el marco de la Visita ad limina que los obispos de Santiago del Estero, Mons. Francisco Polti, y su auxiliar, Mons. Ariel Torrado Mosconi, hicieron en mayo de 2007.

## Historia

### Encargo y viaje
El origen de la advocación se remonta a 1630. Don Antonio Farías Sáa, un hacendado portugués radicado en Sumampa (actual provincia de Santiago del Estero, Argentina), quiso erigir en su estancia una capilla en honor de la Virgen. Solicitó a un compatriota suyo, residente en Pernambuco, Brasil, el envío de una imagen de la Inmaculada Concepción de María. Para una mejor elección, su amigo le envió dos imágenes. En el mes de marzo de 1630, las imágenes de la Virgen llegaron al puerto de Buenos Aires procedentes de San Pablo en un navío denominado "San Andrés" y luego, acondicionadas en sendos cajones, fueron colocadas en una carreta.
Luego de tres días de viaje, la caravana a la cual se incorporó la carreta, hizo un alto a 5 leguas de la actual ciudad de Luján,  en el paraje de Zelaya, para pernoctar en la Estancia de Don Rosendo de Trigueros.
Al día siguiente, ya dispuestos a continuar la marcha, los bueyes no consiguieron mover la carreta. Después de intentos fallidos, bajaron uno de los cajones y los bueyes iniciaron la marcha sin dificultad. Intrigados por el contenido del cajón, encontraron al abrirlo, una imagen pequeña (38 cm de altura) de arcilla cocida que representaba la Inmaculada Concepción. Los creyentes interpretaron el hecho como providencial, y entregaron la imagen para su custodia a don Rosendo de Oramas, el dueño de la casa ubicada en la actual localidad de Zelaya, del partido del Pilar, a 50 km del actual emplazamiento del santuario. 
La segunda imagen, que representaba a María con el niño en sus brazos, llegó a destino a fines de junio de 1630 y a fines de noviembre es colocada por fin en su capilla o ermita (un humilde rancho construido con piedras, cal, barro y techo de paja) para entonces finalizada. Las fiestas patronales de noviembre recuerdan este hecho de la inauguración de la capilla.
En el año 1670 con gran solemnidad se abre a los fieles de María Santísima, llamada entonces Nuestra Señora de Consolación, porque con la llegada la Santa Virgen trajo a estas tierras el consuelo, el gozo y la paz. "En el sitio de la Capilla hay paredes de barro y cal el techo de tejereria y tejas con dos puertas de tablas, con sus herraduras; dentro de ellas tres altares, el altar mayor un dosel de colchas y cielo raso verde y sobre el altar un tabernáculo de madera, todo pintado al óleo, y dentro la imagen de Nuestra Señora de la Consolación, un sagrario y un sagrario de plata, dos campanas buenas y una quebrada. Todo el ornato de esta iglesia es dado de limosna de los que van a la romería de dicho Santuario". Es una descripción detallada del templo del Cura de Sumampa Pbro. Diego de Corbalán en el año 1692.

### El Santuario
El Santuario construido por mano de obra indígena fue refaccionado en numerosas oportunidades y reconstruido por lo menos en 1782 únicamente nos consta que este año estaba arruinado y en estado de no poderse celebrar en él sino lo permitiera la necesidad y no haber otro recurso para el socorro espiritual de los fieles. Los fieles desean en gran manera la reedificación de dicho templo y ofrecen gustosos sus limosnas para ello ya por conservar la memoria de su antigüedad.
La fachada modificada en el trascurso del siglo XIX se levanta a ras con el tejado del techo que es en su totalidad de tejas, molduras muy simples que a maneras de jambas y dinteles contornean las aberturas, son reforzadas con guardapolvos curvos sobre las puertas.
El sencillo interior se compone de una sola nave de veintiséis varas y medio de largo y seis varas y media de ancho, el coro alto de tablazón y barandilla de madera, del ancho de la iglesia todo bien tratado, el altar mayor con nicho en la pared donde esta el Sagrario y arriba el nicho de madera de Nuestra Señora de la Consolación.
La agreste tierra santiagueña conserva muy pocos restos de su pasado colonial. Un terreno suelto, salitroso y las periódicas inundaciones que tornan dificultosos mantener en buen estado las construcciones, y el temblor que en 1817 derrumbó casas y templos, han hecho del Santuario del Nuestra Señora de la Consolación el único edificio en pie del periodo virreinal en toda la Provincia de Santiago del Estero.
El Santuario de Sumampa fue declarado Monumento Histórico Provincial por Decreto/Acuerdo “A Nº11″ del 18-VIII-1972 y declarado Monumento Histórico Nacional por Decreto-Ley Nº 1180 del 12-XI-1973, como un testimonio de alta valoración histórica, arquitectónica, religiosa y cultural.